# Финокио (Козенца)
Финокио је насеље у Италији у округу Козенца, региону Калабрија.
Према процени из 2011. у насељу је живело 87 становника. Насеље се налази на надморској висини од 894 м.